# Baldwin (Michigan)
Baldwin – wieś w USA, w stanie Michigan, na Półwyspie Dolnym, w regionie  Zachodnim (West Michigan), administracyjna siedziba władz hrabstwa Lake. 
Miasto leży w odległości około 45 km od wybrzeża jeziora Michigan i 25 km na zachód od Reed City. Na południe, wschód i północ od miasta rozciąga się największy kompleks leśny w Dolnym Michigan - Manistee National Forest. W 2010 r. miejscowość zamieszkiwało 1208 osób, a w przeciągu dziesięciu lat liczba ludności wzrosła o 9,1%.